# Les Navigateurs de l'infini
Les Navigateurs de l'infini est un roman de science-fiction écrit par J.-H. Rosny aîné, publié en 1925 aux éditions Fayard. Ce récit raconte les aventures de trois astronautes français sur la planète Mars et leur rencontre avec différentes formes de vie.
Une suite de ce roman est annoncée dès 1925, mais n'est finalement publiée qu'à titre posthume en 1960 sous le titre Les Astronautes.

## Intrigue
Une mission d'exploration, composée de trois astronautes français, atterrit sur la planète Mars. Sur place, elle découvre différentes formes de vie, dont une race vertébrée, les Tripèdes, semblables aux êtres humains, hormis leurs trois jambes et six yeux. Après une période de méfiance, les explorateurs parviennent à établir une communication avec ces Martiens. Ils découvrent alors que ces derniers sont menacés par l'expansion d'une nouvelle forme de vie non intelligente, les Zoomorphes, responsables de la progressive extinction des Tripèdes.

## Analyse de l'œuvre
Selon Jacques Sadoul : « Les Navigateurs de l'infini, qui date de 1925, est peut-être le chef-d'œuvre de Rosny aîné. Assez curieusement, il reprend la situation de La Mort de la Terre, à savoir la lente agonie de la race dominante d'une planète, mais en la transposant sur Mars ».

## Éditions
- Fayard, Les Œuvres Libres no 54, 1925.
- Nouvelle Revue Critique, 1927.
- Hachette/Gallimard, coll. Le Rayon fantastique no 69, couverture de Jean-Claude Forest, 1960.
- Éditions Rencontre, coll. Chefs-d’œuvre de la Science-Fiction no 7, préface de Jacques Bergier, 1970.
- in Récits de science-fiction, Éditions Gérard et C°, 1973.
- in Récits de science-fiction, Marabout SF no 523, 1975.
- Denoël, coll. Présence du futur no 25, 1983.
- Grama, coll. Le Passé du futur, 1996.
- Petite bibliothèque Ombre, coll. Les Classiques de l'Utopie et de la Science-fiction, 2011.
- in La Guerre des règnes de J.-H. Rosny aîné, inclus La Guerre du Feu, présenté par Serge Lehman, Bragelonne, 2012.
- L'Harmattan, coll. Miroirs du Réel, 2019.
- Banquises & Comètes, coll. Archives de l'étrange, 2019.
- in Maîtres du vertige, présenté par Serge Lehman, L'Arbre vengeur, 2021.

## Bandes dessinées
Il existe une adaptation B.D. par Robert Bressy (dessins) et Raymonde Borel-Rosny (scénario).
Elle fut publiée dans L'Humanité en 1974, puis chez Pressibus en 1999, dans édition limitée et numérotée.

## Suite du roman
Lors de la parution des Navigateurs de l'infini en 1925, Rosny aîné annonce dans une fausse note de l'éditeur la parution prochaine du récit du second voyage sur Mars des astronautes. Ce récit n'est cependant publiée qu'à titre posthume en 1960 au moment de la réédition du roman dans la collection Le Rayon fantastique des éditions Hachette-Gallimard sous le titre Les Astronautes.

#### Bases de données et dictionnaires
- Ressource relative à la littérature :   - Internet Speculative Fiction Database